# Estádio Abdullah bin Khalifa
O Estádio Abdullah bin Khalifa é um estádio de futebol em Doha no Catar. É a casa do Al-Duhail.